# فرانیو روپنیک
فرانیو روپنیک (کرواتی: Franjo Rupnik; ۵ مهٔ ۱۹۲۱ – ۲۵ آوریل ۲۰۰۰) بازیکن فوتبال اهل یوگسلاوی بود.
از باشگاه‌هایی که در آن بازی کرده‌است می‌توان به باشگاه فوتبال اوسیک، باشگاه فوتبال کنکوردیا، و باشگاه فوتبال پارتیزان اشاره کرد.
وی همچنین در تیم ملی فوتبال یوگسلاوی بازی کرده‌است.